# Anaphes kressbachi
Anaphes kressbachi är en stekelart som först beskrevs av Soyka 1949.  Anaphes kressbachi ingår i släktet Anaphes och familjen dvärgsteklar. Inga underarter finns listade i Catalogue of Life.